# Seattle SuperSonics 1993-1994
La stagione 1993-94 dei Seattle SuperSonics fu la 27ª nella NBA per la franchigia.
I Seattle SuperSonics vinsero la Pacific Division della Western Conference con un record di 63-19. Nei play-off persero al primo turno con i Denver Nuggets (3-2).

## Roster
| N° | Naz.                   | Ruolo | Sportivo        | Anno | Alt. | Peso |
| -- | ---------------------- | ----- | --------------- | ---- | ---- | ---- |
| 3  | Stati Uniti (bandiera) | G     | Alphonso Ford   | 1971 | 185  | 86   |
| 10 | Stati Uniti (bandiera) | GA    | Nate McMillan   | 1964 | 196  | 88   |
| 11 | Germania (bandiera)    | A     | Detlef Schrempf | 1963 | 206  | 97   |
| 13 | Stati Uniti (bandiera) | G     | Kendall Gill    | 1968 | 196  | 88   |
| 14 | Stati Uniti (bandiera) | AC    | Sam Perkins     | 1961 | 206  | 107  |
| 17 | Stati Uniti (bandiera) | GA    | Vincent Askew   | 1966 | 198  | 95   |
| 20 | Stati Uniti (bandiera) | G     | Gary Payton     | 1968 | 193  | 82   |
| 22 | Stati Uniti (bandiera) | G     | Ricky Pierce    | 1959 | 193  | 93   |
| 25 | Stati Uniti (bandiera) | C     | Rich King       | 1969 | 218  | 118  |
| 35 | Stati Uniti (bandiera) | A     | Chris King      | 1969 | 203  | 98   |
| 40 | Stati Uniti (bandiera) | AC    | Shawn Kemp      | 1969 | 208  | 104  |
| 44 | Stati Uniti (bandiera) | AC    | Michael Cage    | 1962 | 206  | 102  |
| 50 | Stati Uniti (bandiera) | C     | Ervin Johnson   | 1967 | 211  | 111  |
| 55 | Stati Uniti (bandiera) | AC    | Steve Scheffler | 1967 | 206  | 113  |

## Staff tecnico
- Allenatore: George Karl
- Vice-allenatori: Bob Kloppenburg, Tim Grgurich
- Vice-allenatore/scout: Mark Warkentien
- Preparatore atletico: Frank Furtado